# SEVICI
SEVICI est un système de location de vélos en libre-service de la ville espagnole de Séville. Il utilise le système Cyclocity et est géré par JCDecaux.

## En chiffres
Le système SEVICI a été mis en place en 2007 et compte 2 500 vélos répartis sur 250 stations,, qui possèdent au total 4 190 places. En 2011, avec 51 000 abonnés de longue durée et 21 000 utilisateurs quotidiens, la barre des 17 millions de locations a été franchie. Quant aux utilisateurs de courte durée, ils sont au nombre de 350 par jour.

## Abonnements et tarifs

### Abonnement de courte durée
L'abonnement de courte durée de SEVICI est valable pendant 7 jours consécutifs, durant lesquels un nombre illimité de vélos peut être emprunté. Il coûte 10€, auxquels s'ajoutent 150€ de caution (intégralement reversés sur le compte de l'utilisateur à la fin de la période). L'utilisateur charge en outre sur sa carte la somme qui lui permettra de louer les vélos : les 30 premières minutes de chaque emprunt sont gratuites, l'heure suivante coûte 1€ et celles d'après 2€. L'abonnement peut être obtenu à partir des bornes de chaque station.

### Abonnement de longue durée
L'abonnement de longue durée de SEVICI est valable pendant une année, durant laquelle un nombre illimité de vélos peut être emprunté. Il coûte 25€ et doit être demandé sur le site internet de l'entreprise qui envoie une carte à l'abonné. L'utilisateur charge ensuite sur cette carte aux bornes des stations la somme qui lui permettra de louer les vélos : les 30 premières minutes de chaque emprunt sont gratuites, l'heure suivante coûte 0.50€ et celles d'après 1€,.

## Détérioration du matériel
Le nombre d'utilisateurs, après avoir atteint 70 000, est progressivement redescendu jusqu'à 51 000 en 2011. L'entreprise explique notamment cette baisse par l'état de certaines bicyclettes. En 2009, entre 1 300 et 1 500 vélos par mois étaient victimes de vandalisme. Parmi les 3 300 bicyclettes de la flotte, seules 2 500 étaient disponibles. Deux cent vingt d'entre elles ont été déclarées disparues ou volées et les autres étaient irréparables et ont dû être détruites. Chaque jour, le service de maintenance de l'entreprise répare sur place 150 vélos et 250 doivent être chaque semaine emportés aux ateliers pour des réparations plus importantes,.